# コングリゲーション
『コングリゲーション』(Congregation)は、アメリカのロックバンド、アフガン・ウィッグスの3rdアルバム。1992年1月31日にサブ・ポップよりリリース。プロデュースはフロントマンのグレッグ・デュリとエンジニアのロス・イアン・ステインが行った。それまでのアグレッシブなサウンドから、R&Bやソウル、ファンクといった黒人音楽の影響を取り入れ、高い評価を得た。

## 収録曲
1. "Her Against Me" (Dulli) - 0:47
2. "I'm Her Slave" (Dulli) - 2:59
3. "Turn On the Water" (Curley, Dulli, Earle, McCollum) - 4:18
4. "Conjure Me" (Curley, Dulli, Earle, McCollum) - 4:03
5. "Kiss the Floor" (Dulli, McCollum) - 4:00
6. "Congregation" (Dulli, McCollum) - 4:27
7. "This Is My Confession" (Dulli) - 3:13
8. "Dedicate It" (Dulli) - 3:22
9. "The Temple" (Rice, Webber) - 4:06
10. "Let Me Lie to You" (Dulli) - 4:36
11. "Tonight" (Dulli) - 3:41
12. "Miles Iz Ded" (Dulli) - 5:06

## 参加ミュージシャン
- グレッグ・デュリ - ボーカル、ギター
- リック・マッコラム - ギター、ボーカル
- ジョン・カーリー - ベース
- スティーヴ・アール - ドラムス、ボーカル